# Agnieszka Bazylko
Agnieszka Maria Bazylko – polska farmaceutka, dr hab. nauk farmaceutycznych, adiunkt Zakładu Biologii i Farmakognozji, oraz prodziekan Wydziału Farmaceutycznego Warszawskiego Uniwersytetu Medycznego.

## Życiorys
W 1995 ukończyła studia farmacji w Akademii Medycznej w Warszawie, 3 grudnia 2003 obroniła pracę doktorską Opracowanie metod standaryzacji preparatów zawierających ziele bądź wyciągi z ziela tymianku, 17 lutego 2016 habilitowała się na podstawie pracy zatytułowanej Wykorzystanie metod chromatograficznych w analizie fitochemicznej, oraz badanie aktywności przeciwutleniającej, przeciwzapalnej i fotoprotekcyjnej wybranych substancji roślinnych.
Awansowała na stanowisko adiunkta w Zakładzie Biologii i Farmakognozji, oraz prodziekana na Wydziale Farmaceutycznym Warszawskiego Uniwersytetu Medycznego.

## Odznaczenia
- Brązowy Krzyż Zasługi (2012)[3]